# توماس كرايغ (رياضياتي)
توماس كرايغ (بالإنجليزية: Thomas Craig)‏ هو رياضياتي أمريكي، ولد في 20 ديسمبر 1855 في بيتستون في الولايات المتحدة، وتوفي في 8 مايو 1900 في بالتيمور في الولايات المتحدة.